# Escola das Armas
A Escola das Armas (EA) é um órgão de base do Exército Português que tem como função conceber e ministrar cursos de formação, de participar na elaboração de doutrina e estudos técnicos e de desenvolver projetos de investigação e desenvolvimento relacionados com as armas de artilharia, cavalaria, infantaria, engenharia e transmissões.
A EA foi criada através do Despacho de 30 de maio de 2013 do Chefe do Estado-Maior do Exército em substituição das então desativadas escolas práticas de Infantaria (EPI), de Artilharia (EPA), de Cavalaria (EPC), de Engenharia (EPE) e de Transmissões (EPT), bem como do Centro Militar de Educação Física e Desportos (CMEFD), com efeitos a partir de 1 de outubro de 2013. Ficou instalada nas antigas instalações da EPI e do CMEFD em Mafra.
Com a publicação do DL 186/2014 de 29 de dezembro são extintas as escolas práticas das armas e o CMEFD.

## Organização
- Comando
- Conselho Escolar
- Gabinete de Comando e Gestão da Informação
- Gabinete de Gestão da Qualidade
- Unidade de Apoio
  - Comando
  - Estado-maior
  - Companhia de Comando e Serviços
  - Centro de Comunicações e Informações
  - Coudelaria Militar
  - Hospital Veterinário Militar de Equinos
- Direção de Planeamento, Programação e Coordenação
  - Departamento de Coordenação
  - Departamento de Planeamento e Programação
- Direção de Formação
  - Departamento de Doutrina, Estudos Técnicos e I&D
  - Departamento de Formação
  - Departamento de Tecnologias Educativas
  - Departamento de Planeamento e Programação
- Direção de Avaliação e Qualidade
  - Departamento de Avaliação
  - Departamento de Qualidade
- Batalhão de Apoio à Formação
  - Comando
  - Módulo de Apoio à Formação da Manobra
  - Módulo de Apoio à Formação de Reconhecimento e Vigilância
  - Módulo de Apoio à Formação Fogos
  - Módulo de Apoio à Formação Apoio de Combate
  - Módulo de Apoio à Formação C&I
  - Companhia de Formação